# Чемпионат СССР по шахматам по переписке
Чемпионаты СССР по переписке (заочные шахматы) проводились в 2 этапа: отборочные турниры, участники которых определялись путём соревнований, проводимых в союзных республиках, обществах, ведомствах, клубах, и финал, где участвовали победители отборочных соревнований. 
Первый чемпионат начался в январе 1940 года. Помимо мастеров Г. Вересова (Минск), П. Дубинина (Горький), Г. Каспаряна (Ереван) и А. Константинопольского (Киев), участвовали современники М. Чигорина С. Лебедев (Ленинград) и К. Розенкранц (Москва), а также X. Баранов, В. Збандутто, А. Комаров, А. Мухин, А. Полквой (все — Москва), А. Ивашин (Куйбышев), М. Жудро (Витебск), В. Гергенредер (Бежица), Д. Руссо (Одесса), В. Москалёв (Мичуринск), Д. Гостищев (Запорожье), С. Кричевцов (Винница), П. Комаров (Уфа), И. Шестериков (Саратов), В. Назаревский (Киев), Н. Сидоров (Киров). К лету 1941 из 231 партии закончилось 78. Лидировали Москалёв — 7½ очков из 12, Гостищев — 7 из 10, Лебедев — 7 из 12, K. Розенкранц — 6½ из 8, Дубинин — 6 из 9, А. Комаров — 5½ из 7, Вересов — 5 из 6; Константинопольский и Каспарян закончили лишь по 2 партии (соответственно 1½ и ½ очка). Начавшаяся война не позволила довести чемпионат до конца.
Регулярно чемпионаты стали проводиться с 1948 года. В 1-м чемпионате играли мастера и шахматисты, успешно выступавшие в довоенных соревнованиях.
2—5-й чемпионаты проводились по двухступенчатой системе (полуфиналы и финал), с 6-го чемпионата введена трёхступенчатая система (1-я ступень — четвертьфиналы). С 5-го чемпионата шахматисты, занявшие 1—3-е места, награждались соответственно золотой, серебряной и бронзовой медалями. При дележе 1-го места (в 3-м и 5-м чемпионатах) звание чемпиона присваивалось обоим победителям. 
С 17-го чемпионата соревнования проводились в высшей и первой лигах, победители 1-й лиги допускались в турнир высшей лиги следующего чемпионата.
Последние чемпионаты состоялись уже после распада СССР, но, поскольку предварительные отборочные турниры начались до этого, было решено считать их чемпионатами СССР, продолжив нумерацию турниров.
Проведён 21 чемпионат (1948—2002); по 2 раза чемпионаты выигрывали Г. К. Борисенко (Свердловск) и Л. Е. Омельченко (Пятигорск).
Женские чемпионаты СССР проводились с 1968 г. (предварительные соревнования начались в 1966 г.). Всего было проведено 11 чемпионатов. Дважды чемпионками страны становились Квятковская, Горшкова и Сухинина.

## Хронологическая таблица

### Мужские чемпионаты
| №  | Дата проведения | Чемпион                        | Результат |
| -- | --------------- | ------------------------------ | --------- |
| 1  | 1948—1951       | Александр Константинопольский  | 11½ из 15 |
| 2  | 1952—1955       | Пётр Атяшев                    | 13 из 16  |
| 3  | 1955—1957       | Георгий Борисенко Пётр Дубинин | 9 из 12   |
| 4  | 1957—1960       | Анатолий Садомский             | 10½ из 15 |
| 5  | 1960—1963       | Георгий Борисенко Яков Эстрин  | 11½ из 15 |
| 6  | 1963—1964       | Владимир Симагин               | 13 из 17  |
| 7  | 1965—1966       | Михаил Юдович                  | 15 из 19  |
| 8  | 1967—1968       | Сергей Соколов                 | 13 из 19  |
| 9  | 1969—1970       | Лев Омельченко                 | 14 из 18  |
| 10 | 1971—1972       | Лев Омельченко                 | 15½ из 20 |
| 11 | 1973—1975       | Анатолий Войцех                | 11½ из 15 |
| 12 | 1975—1977       | Владимир Семенюк               | 13 из 18  |
| 13 | 1977—1978       | Михаил Уманский                | 15½ из 19 |
| 14 | 1979—1980       | Борис Постовский               | 11 из 16  |
| 15 | 1981—1983       | Александр Липириди             | 12½ из 18 |
| 16 | 1983—1986       | Дмитрий Бараш                  | 13½ из 18 |
| 17 | 1986—1988       | Игорь Копылов                  | 10 из 14  |
| 18 | 1988—1991       | Владимир Ярков                 | 11½ из 15 |
| 19 | 1991—1993       | Юрий Зелинский                 | 10½ из 13 |
| 20 | 1994—1998       | Сергей Хлусевич                | 11 из 14  |
| 21 | 1998—2002       | Василий Малинин                | 11½ из 14 |

### Женские чемпионаты
| №  | Дата проведения | Чемпионка           | Результат |
| -- | --------------- | ------------------- | --------- |
| 1  | 1968—1969       | Елена Квятковская   | 14 из 17  |
| 2  | 1970—1971       | Елена Квятковская   | 12 из 15  |
| 3  | 1972—1973       | Клара Горшкова      | 13½ из 18 |
| 4  | 1974—1976       | Клара Горшкова      | 15½ из 20 |
| 5  | 1976—1978       | Луиза Королькова    | 15 из 18  |
| 6  | 1978—1970       | Надежда Красикова   | 14 из 18  |
| 7  | 1981—1982       | Анна Сухинина       | 15½ из 17 |
| 8  | 1983—1985       | Алла Красулина      | 14½ из 18 |
| 9  | 1985—1987       | Анна Сухинина       | 11½ из 14 |
| 10 | 1988—1990       | Варвара Копасовская | 14½ из 17 |
| 11 | 1991—1993       | Светлана Хлусевич   | 17 из 18  |